# Carlos Raygada
Carlos Raygada (* 3. Februar 1898 in Lima; † 7. Februar 1953) war ein peruanischer Literatur- und Musikkritiker.
Raygada besuchte das Colegio de los Maristas in Callao und studierte bis 1941 an der University of North Carolina. Er arbeitete als Kritiker für die Tageszeitungen La Prensa, La Crónica und El Peru und für die Zeitschriften Mercurio Peruano, Variadades, Mundial und Modern Music. Ab 1934 war er Kritiker der Zeitschrift El Comercio. Er war u. a. Mitglied der Academía Nacional de Música, des Instituto de Música Bach und der Asosciación de Artistas Aficionados und Mitarbeiter des künstlerischen Forschungszentrums der Päpstlichen Katholischen Universität von Peru.